# Åsle mosse

Åsle mosse är en våtmark på centrala Falbygden i Falköpings kommun i Västergötland. Mossen är närmare 13 kvadratkilometer och ligger i socknarna Åsle, Stenstorp, Valtorp, Karleby och Högstena. Den avvattnas av Slafsan, som för vattnet vidare till Hornborgasjön, sedan vidare via Flian och Lidan ut i Vänern. Tillflödena till Åsle mosse är Djuradalsbäcken, Kolaforsen, Markabäcken, Kvarnbäcken, Slafsan och Djupadalsbäcken.
Slaget vid Åsle år 1389 sägs ha stått på Åsle mosse. 